# Taxistandplaats

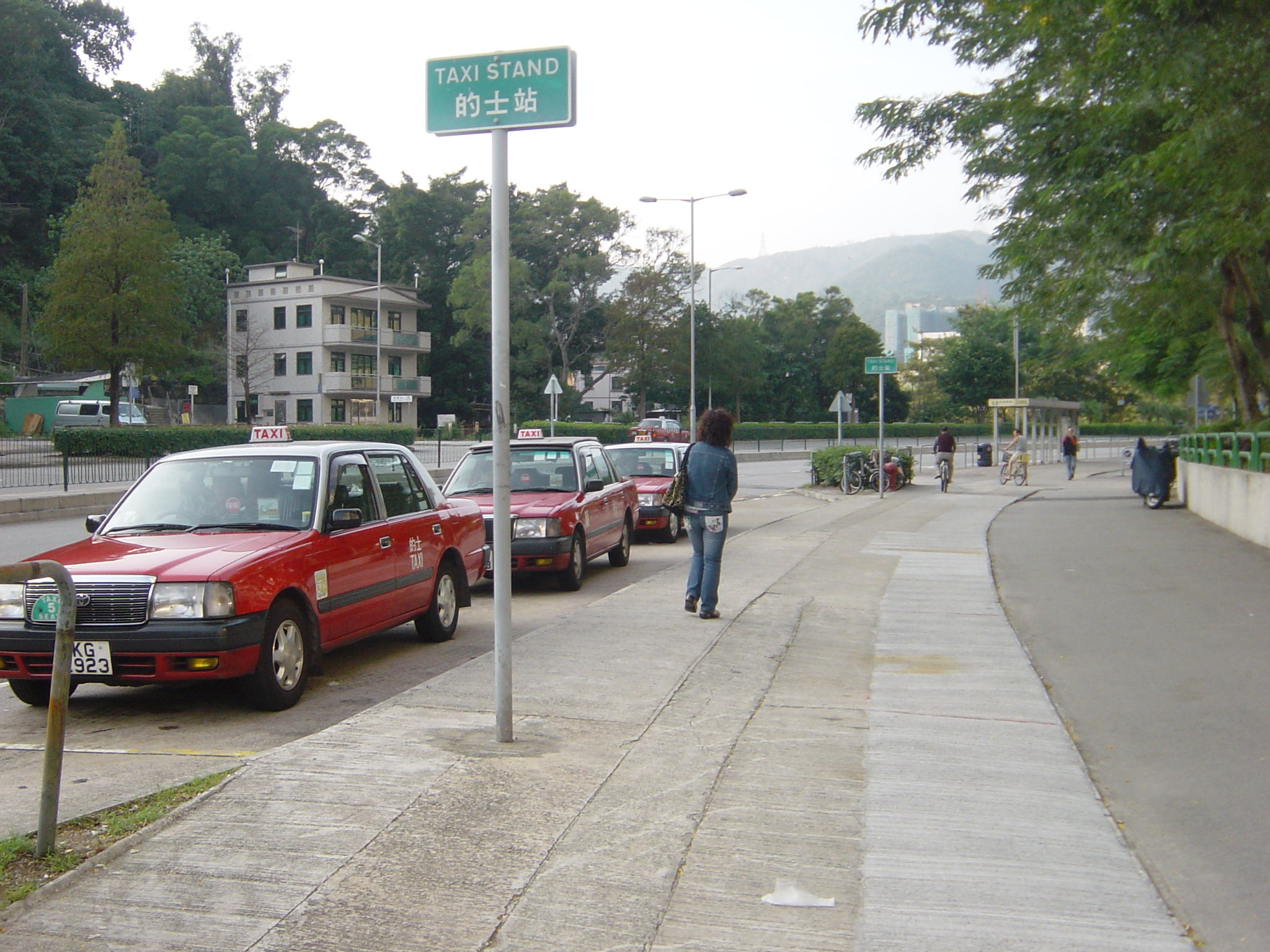
Taxistandplaats in Hongkong.

Een taxistandplaats is een opstelplaats voor taxi's waar zij wachten op passagiers. Taxistandplaatsen bevinden zich meestal op centrale en/of drukke punten als spoorwegstations, luchthavens of in de buurt van winkelcentra of uitgaanscentra van een stad, waar over het algemeen veel behoefte is aan verschillende vormen van personenvervoer.
Veel standplaatsen werken in de praktijk volgens het principe first-come, first-served: de taxi die het eerst op de standplaats arriveerde, zal in de regel ook als eerste weer met passagiers vertrekken. Vervolgens rijden alle taxi's die erachter stonden een stukje naar voren. Dit is echter in Nederland geen verplichting voor reizigers: passagiers dienen altijd zelf te kunnen kiezen in welke taxi zij willen plaatsnemen.
Sommige grote taxistandplaatsen zijn onderverdeeld in verschillende categorieën. Zo bevat de standplaats op het Japanse treinstation Nagoya aparte rijen voor taxi's met veel of weinig zitplaatsen en zijn er op Luchthaven Hongqiao in Shanghai aparte rijen voor korte- en lange-afstandstaxi's.
In relatief grote Nederlandse steden als Amsterdam en Rotterdam worden wel taxihandhavers ingezet, die toezicht houden op taxistandplaatsen.